# Адам Горайський (кальвініст)
Адам Горайський гербу Корчак (? — †1602) — шляхтич з руського спольщеного роду Горайських, ротмістр, засновник міста Білгорай, кальвініст.

## Коротка біографія
Батько — Ян, мати — дружина батька Анна з Праведльника Осмольська. Ранню молодість провів при дворі гетьмана Яна Амора Тарновського, після чого служив ротмістром у війську.
Як прихильник порозуміння з православними у 1595 році був делегований синодом до князя Костянтина Василя Острозького з пропозицією скликати спільний з'їзд, який відбувся 1599 року у Вільні, де його обрали одним з провізорів для обговорення віріантів угоди.
Наприкінці життя мав судові процеси через межі володінь з канцлером Яном Замойським, який став його сусідом, придбавши для ординації Горай.
Був власником значним маєтків, зокрема, Радзенцин, Осмоліце.
Дружина — Катажина Слупецька, донька очільника люблінських кальвіністів Станіслава Слупецького. Відомі діти:
- Теофіла, дружина київського підкоморія Самійла Горностая
- Збіґнєв Горайський — каштелян київський, холмський, зять белзького воєводи Рафала Лєщинського